# Hermanus Johannes Joseph te Riele
Hermanus Johannes Joseph te Riele (1947. január 5. –) holland matematikus. A Matematikai és Számítástechnikai Nemzeti Kutató Intézetben dolgozik Amszterdamban. Algoritmusokkal, számelmélettel, kriptográfiával és barátságos számokkal foglalkozik.
1970-ben szerezte meg az MSc szintjét a Delfti Műszaki Egyetemen. A PhD szintjét az Amszterdami Egyetemen szerezte meg matematikából és fizikából 1976-ban. Disszertációjának címe: A Computational Study of Generalized Aliquot Sequences. Témavezetője Adriaan van Wijngaarden volt. 1985-ben ő és Andrew Odlyzko megcáfolta a Mertens-sejtést. 1987-ben talált egy új felső megkötést a π(x) − Li(x)-ra.